# Trill (Star Trek)
I Trill sono una specie umanoide dell'universo fantascientifico di Star Trek. 
Compaiono per la prima volta nell'episodio della quarta stagione della serie televisiva Star Trek: The Next Generation, L'ospite (The Host, 1991), ma conquistano un ruolo principale con il simbionte Dax e i suoi due ospiti Jadzia ed Ezri nella serie Star Trek: Deep Space Nine (1993-1999). Sono presenti inoltre nelle serie Star Trek: Voyager, Star Trek: Discovery, Star Trek: Short Treks, Star Trek: Picard, Star Trek: Lower Decks, Star Trek: Prodigy e nel film Star Trek - L'insurrezione.

## Biologia
I Trill, in Star Trek: Deep Space Nine, si differenziano dagli Umani per delle macchie che corrono lungo tutto il perimetro del viso e che continuano su tutto il corpo fino ai piedi.
Nella prima versione della specie, presentata in The Next Generation, hanno la cresta: un incrocio fra quella klingon e il cipiglio romulano; successivamente, con l'introduzione di altre serie e film, a questi classici, sono stati sostituiti i Trill "maculati": tale aggiunta è stata spiegata dagli autori con il fatto che su Threll V esistono due etnie trill: i Kahlan Trill, esenti da macchie ma aventi la protuberanza ossea, originari del continente Kahlan e costituenti una minoranza, e i Trill "maculati", originari delle restanti aree geografiche del continente, a costituire la l'etnia predominante.
Le macchie, di colore variabile dal marrone-rossiccio al blu-violaceo di intensità variabile, sono un indice anche dello status emotivo del soggetto, funzionando un po' come il rossore del volto degli Umani: quando il soggetto è in imbarazzo o arrabbiato, la tonalità delle macchie è più chiara rispetto al normale.

### Simbiosi
Sono una specie simbiotica, caratterizzata cioè dalla simbiosi tra due diverse forme di vita: un "ospite" umanoide e un simbionte. Il simbionte, alloggiato nella sacca addominale, è di tipo vermiforme ed è più longevo dell'ospite umanoide. Per questo uno stesso simbionte può vivere molte vite; compito dell'umanoide è, nella cultura trill, offrirgli una vita il più diversificata possibile. Prima della fusione con gli ospiti Trill, vivono su Threll V, comunemente definito Pianeta Trill o Trill Homeworld, all'interno di grandi vasche ricolme di un liquido biancastro.
La loro sicurezza è garantita dai Guardiani, Trill non impiantati, che dedicano tutta la loro vita alla protezione delle vasche e dei simbionti fino al momento dell'unione con i prescelti.
I simbionti possono vivere per centinaia di anni a differenza dei Trill, per questo uno stesso simbionte passa da un ospite all'altro, quando la vita di quest'ultimo giunge alla fine. Ma con questo trasferimento una parte dell'identità del passato ospite rimane nella coscienza del simbionte che la trasmetterà a sua volta al nuovo ospite.
Il numero di simbionti è limitato, e sta alla commissione simbiotica decidere quale Trill sia più adatto all'unione. Una volta che il simbionte viene alloggiato nella sacca addominale si creano legami sinaptici fra esso e l'organismo ospite. Il simbionte offre la maggior parte dell'esperienza e questo condiziona la vita dell'ospite; sta al suo equilibrio discernere le impressioni del simbionte dalle proprie. I Trill candidati all'unione con un simbionte sono volontari, ma una volta uniti diventano biologicamente inseparabili. Infatti dopo solo 93 ore dall'impianto, l'ospite non potrebbe sopravvivere senza il simbionte e viceversa.
Buona parte della popolazione è adatta alla simbiosi ma, considerando lo scarso numero di simbionti, solo una piccola parte è ammessa alla simbiosi. Tuttavia tale notizia è tenuta segreta.
Durante la vita del Trill impiantato, si debbono tenere costantemente sotto controllo i livelli di isoboromine nel sangue, perché se questi dovessero scendere sotto la soglia delle 50 unità, il simbionte dovrebbe essere immediatamente rimosso. Ciò comporterebbe certamente la morte dell'ospite, ma la politica standard del Centro Valutazione Simbiosi è irremovibile in merito.
Dopo lo stabilirsi della simbiosi, l'ospite si sottopone alla cerimonia dello Zhian'tara: il nuovo ospite conosce gli ospiti precedenti, l'essenza dell'ospite precedente viene spostata momentaneamente in un ospite esterno perché possa comunicare senza interferenze con il nuovo Trill unito.

## Società
Alla prima apparizione in Star Trek, i Trill erano una delle tante specie di passaggio: grandi ambasciatori con fobia del teletrasporto, che serviva a nascondere l'unione.
In Deep Space Nine si ha invece una Trill unita fra i protagonisti, Jadzia Dax, una giovane donna legata però a un simbionte di quasi 200 anni. Nell'approfondimento del personaggio vengono presentate alcune regole della simbiosi, tra le quali le più evidenti sono:
- è proibito mantenere rapporti affettivi dopo la morte dell'ospite;[5]
- il nuovo ospite non è tenuto a rispettare le eventuali promesse non mantenute di precedenti ospiti;[6]
- la vita del simbionte è sempre più importante della vita dell'ospite.

Alla loro prima apparizione in The Next Generation si scopre che solo i Trill sono adatti a questa vita simbiotica; il comandante William Riker ospita per necessità il simbionte Odan: deve sottoporsi a una terapia antirigetto molto pesante e non può sopportare la simbiosi a lungo. In questo stesso episodio viene ignorato il regolamento sui rapporti affettivi: infatti Odan interrompe la relazione con la dottoressa Crusher solo dopo che, al momento dell'unione di Odan in un corpo femminile, la stessa Crusher decide di porre fine alla relazione in quanto non è in grado di accettare la natura mutevole dei Trill. 
L'essere un Trill unito vuol dire sacrificio e dedizione, ma anche non essere mai soli.
Molti Trill non uniti, bocciati dalla commissione simbiotica, vivono in una vera e propria psicosi da non-unione; tuttavia l'ospite subisce enormi cambiamenti all'interno della propria esistenza, e anche il suo comportamento muta completamente in base alle esigenze del Simbionte.

### Programma di Iniziazione
Il Programma di Iniziazione Trill è un corso di addestramento estremamente selettivo e rigoroso che ha come obiettivo quello di individuare i potenziali ospiti di un simbionte. Poiché i Trill considerano l'unione un grande onore, tra i potenziali ospiti la competizione è molto accesa.
Il programma di Iniziazione è supervisionato dalla Commissione Simbiotica, i cui membri godono di un enorme potere; spetta poi al Centro di Valutazione Simbiosi l'ultima parola sulla selezione dei candidati ospiti. La sfida per gli ambitissimi posti nel programma di Iniziazione comincia fin dalla giovinezza.
Le competizioni accademiche e atletiche, così come i numerosi test psicologici per determinare la stabilità dei soggetti, sono parte integrante dell'educazione di ogni giovane Trill.
Il successo in queste prime prove permette ad alcuni individui di mettersi in luce, riducendo il numero totale dei potenziali ospiti.

#### Accesso al Programma
I potenziali candidati ospiti devono essere presentati al programma di Iniziazione.
La presentazione può essere fatta da qualsiasi membro della società trill e, se un aspirante è sufficientemente fortunato da essere scelto per diventare un candidato ospite, questo si riflette positivamente anche sul suo garante.
Sono poche le persone che vengono scelte per entrare nel programma di Iniziazione. Il Consiglio di Valutazione Simbiosi deve ponderare attentamente le proprie scelte poiché un'unione impropria potrebbe causare danni psicologici permanenti all'ospite ed essere nociva per il simbionte.
I candidati in genere hanno già superato i 20 anni quando iniziano il programma. Sono quindi sufficientemente giovani per maturare e crescere ulteriormente ma, nel contempo, sono abbastanza adulti per aver sviluppato una propria personalità e per decidere in modo avveduto circa le reali motivazioni che li spingono a unirsi a un simbionte.
Gli iniziati solitamente hanno carriere già avviate prima di entrare nel programma, per esempio sono giuristi, piloti, ingegneri, o perfino ufficiali della Flotta Stellare.
Una volta accettati, i candidati trascorrono 3 anni come iniziati. La maggior parte del tempo viene trascorso nel Complesso Principale degli Iniziati, dove sono sottoposti a una varietà apparentemente interminabile di esami, tra cui l'analisi delle reazioni neurali, la serie di proteine corticali, scansioni biospettrali e altri esami psicologici.

#### Una vita stimolante
L'obiettivo di tutti i simbionti è quello di vivere una vita ricca e varia attraverso i loro diversi ospiti. Una volta uniti, l'ospite e il simbionte diventano biologicamente interdipendenti, e dopo 93 ore nessuno dei due può sopravvivere a un'eventuale separazione prolungata.
La forma di vita che deriva dall'unione è considerata un individuo completamente nuovo, benché continui a possedere i ricordi delle precedenti esistenze.
I potenziali ospiti vengono addestrati in molti campi pratici, come per esempio pilotare vascelli spaziali, in modo che portino il contributo maggiore possibile all'individuo unito.
Una particolare enfasi è posta sulla forza psicologica del candidato: infatti gli ospiti devono essere abbastanza forti da trovare un equilibrio fra l'influenza del simbionte e i propri istinti e desideri, evitando così di essere schiacciati dalle precedenti personalità del simbionte.

#### Candidati
I candidati ospiti vengono selezionati con attenzione e devono avere un forte desiderio di vivere intensamente.
Considerati tutti questi fattori, non occorre molto per eliminare un iniziato, poiché la Commissione Simbiotica vuole solo i migliori e i più brillanti.
Il programma di addestramento in stile universitario rappresenta solo uno degli aspetti dell'intero Programma di Iniziazione. Ogni iniziato viene assegnato a un docente sul campo, un Trill già unito. Questo docente svolge due funzioni principali: la prima è quella di mostrare all'iniziato com'è la vita di un Trill unito, e la seconda di valutare le esperienze della sua vita precedente per determinare se sia idoneo all'unione. Il docente esamina le convinzioni personali dell'iniziato e la sua condotta nella vita; se dovesse reputare che gli orientamenti o l'indipendenza dell'iniziato siano in qualche modo insufficienti, può redigere un rapporto sfavorevole per i responsabili del programma di Iniziazione.
Il rapporto del docente sul campo è un fattore determinante per la decisione se concedere o no all'iniziato la qualità di ospite: una nota negativa da parte del docente significa quasi certamente la fine della carriera di un iniziato.
I candidati possono essere respinti per numerose ragioni; durante l'addestramento pratico di Arjin, Jadzia Dax avverte il giovane che sebbene egli abbia un ottimo curriculum accademico, lei sarebbe pronta a bocciarlo qualora dovesse diventare un ospite per compiacere altri piuttosto che per un reale desiderio di diventare un Trill unito.
Il simbionte Dax è famoso per la sua rigidità nei confronti degli iniziati, e ha personalmente espulso dal programma 57 candidati ospiti nel corso degli ultimi 200 anni. L'addestramento con il famigerato Curzon Dax è stato in passato l'incubo del Corpo dei Candidati Trill.
Era stato Curzon a suggerire che Jadzia venisse respinta. Ma sebbene eliminata, Jadzia non si è arresa dimostrando che è possibile per un aspirante essere riammesso e riuscire dove prima aveva fallito.
La maggior parte dei candidati che vengono scartati continuano la loro vita senza problemi, ma alcuni respinti del Centro Valutazione rimangono con la sensazione che la loro vita sia stata condannata a una odiosa mediocrità, e si riempiono di risentimento.
Questa sensazione di insoddisfazione e di animosità può sfuggire a ogni controllo, come nel caso di Verad, un candidato respinto che tenta di rubare il simbionte Dax a Jadzia. Egli non riusciva ad accettare il fallimento e tentò a ogni costo di unirsi a un simbionte, anche se questo avrebbe significato rubarne uno.
Nel 2285 inoltre, la Commissione Simbiotica tentò di insabbiare le informazioni su un'unione fallita; infatti, il simbionte Dax venne unito per poco tempo a un individuo instabile e violento, Joran, scelto erroneamente dalla Commissione Simbiotica per l'unione.

#### Simbionti
Anche se tra la popolazione trill vige la convinzione che solo un Trill su 1000 è idoneo all'unione, la percentuale reale è ben più elevata ed è vicina al 50% della popolazione globale. Il numero di candidati è limitato solo dal numero dei simbionti disponibili. Ogni anno circa 5000 Trill vengono accettati nel programma di Iniziazione, ma in media solo 300 simbionti sono disponibili per l'unione. La Commissione Simbiotica tiene queste informazioni segrete per evitare il caos, temendo che se la popolazione scoprisse la verità ci sarebbe una rivolta popolare civile.

### Tradizioni
Nella società trill i rituali che celebrano l'unione simbiotica sono estremamente importanti. Il cerimoniale ha un grande significato nella vita dei Trill ed è corredato da un intricato sistema di regole e convenzioni sociali.
Per gli abitanti umanoidi del pianeta natale dei Trill non esiste onore più grande che essere scelti per l'unione con un membro dell'altra specie senziente del pianeta: i simbionti.
Chi ambisce all'unione comincia, in veste di iniziato, a sottoporsi a un rigoroso programma di addestramento, che ha il fine di valutare la sua capacità di adattarsi ai parametri alterati dell'esistenza di un Trill unito. Controllato dalla Commissione simbiotica Trill, il programma concede l'onore di unirsi a un simbionte soltanto a 300 dei 5000 aspiranti.

#### Zhian'tara
Lo Zhian'tara è la cerimonia trill emotivamente più coinvolgente.
Al nuovo ospite offre l'opportunità di interagire con la personalità e i ricordi degli ospiti precedenti, rinnovando la sensazione di condividere le vite altrui. Un Guardiano assiste a questo importante rituale sacro, che solitamente si svolge sul pianeta Trill.
L'interazione tra l'ospite attuale e i precedenti viene resa possibile da un trasferimento telepatico fra il corpo fisico dell'ospite e i corpi di alcuni volontari (tradizionalmente si tratta degli amici più intimi), i quali fungono temporaneamente da "contenitore" per le personalità degli ospiti precedenti.
La personalità del volontario rimane cosciente per tutta la durata della cerimonia, e può decidere di riacquistare il controllo mentale in qualsiasi momento.
La vera cerimonia dello Zhian'tara ha luogo in una camera illuminata da candele. Un braciere centrale, inserito in una cornice triangolare, viene riempito con una sostanza incandescente color giallo oro; l'odore che emana è molto piacevole ed estremamente rilassante per la maggior parte dei Trill. L'ospite Trill si avvicina al Guardiano accompagnato da uno dei volontari. Il Guardiano pone una mano sulla testa di entrambi e comincia a parlare nella lingua Trill. Poco dopo, vicino alla "tasca" addominale del simbionte inizia a formarsi una sostanza fumosa, che si muove lentamente verso la testa del volontario; quest'ultimo riceve l'essenza di un ospite precedente, mentre l'ospite presente perde quei ricordi per la durata della cerimonia.
Lo Zhian'tara è un rituale terapeutico per i Trill, aiutandoli ad armonizzare meglio e in maniera completa le influenze delle personalità degli ospiti precedenti.

#### Il Rito dell'Emersione
Nel 2375 su Deep Space Nine, in seguito a una serie di omicidi inspiegabili sulla stazione, Ezri Dax è colta da visioni di Joran che la incita a recitare il rito dell'emergenza, chiamato anche rito Trill dell'Emersione. Tale rito è una derivazione dello Zhian'tara, ma con le dovute differenze.
È un rito che si recita solo in particolari situazioni nelle quali il Trill unito chiede l'aiuto della personalità e del carisma di un solo e definito precedente ospite; esso si recita in casi estremi, per risolvere situazioni nelle quali la presenza e il suggerimento di un ospite del passato sono determinanti.
Inoltre il rito avviene in un ambiente chiuso, e senza l'ausilio di alcun amico o collega dell'ospite; è in realtà una richiesta molto personale con la quale un Trill invoca per così dire il "fantasma" di un precedente ospite, il quale solo lui vedrà e sentire.
Ezri Dax ricorre a tale pratica per tracciare il profilo psicologico e individuare un assassino vulcaniano che in un breve periodo aveva ucciso alcuni ufficiali a bordo della stazione spaziale Deep Space Nine.